# Miryata - Kadrieh
Miryata - Kadrieh è un  comune (municipalité) del Libano situato nel distretto di Zgharta, governatorato del Nord Libano.